# Aleksandr Moroziewicz
Aleksandr Siergiejewicz Moroziewicz, ros. Александр Сергеевич Морозевич (ur. 18 lipca 1977 w Moskwie) – rosyjski szachista, arcymistrz od 1994 roku.

## Kariera szachowa
Pierwsze sukcesy na arenie międzynarodowej odniósł w wieku szesnastu lat. W 1993 na turnieju w Tilburgu, rozgrywanym systemem pucharowym, wygrał mecz z Michaelem Adamsem (2-0), eliminując go z dalszych gier. Rok później zadziwił świat szachowy wygrywając silnie obsadzony turniej w Londynie wynikiem 9½ punktu z 10 partii. W tym samym roku zajął pierwsze miejsce na turnieju w Pampelunie.
Następne lata były mniej udane, dopiero rok 1998 przyniósł pasmo sukcesów i awans do ścisłej czołówki światowej. Moroziewicz zajął wówczas pierwsze miejsce w arcymistrzowskim turnieju w Kiszyniowe, deklasując rywali niezwykłym wynikiem 8½ punktu z 9 partii. Sięgnął następnie po tytuł indywidualnego mistrza Rosji, wygrywając turniej finałowy w Soczi. Wspólnie z Wadimem Zwiagincewem zwyciężył w turnieju o Puchar Rosji w Samarze. Po tej serii sukcesów jego ranking na liście FIDE wzrósł do 2723 punktów, co dawało mu piątą pozycję na świecie.
Od 1999 Moroziewicz jest stałym uczestnikiem turniejów na najwyższym poziomie, doskonałą grę przeplatając z wyraźnymi spadkami formy. Trzykrotnie zwyciężał w turniejach w Biel, w latach 2003 (z wynikiem 8 punktów z 10 partii), 2004 (7½ z 10) i 2006 (7½ z 10). Doskonałe rezultaty uzyskiwał w kombinowanym turnieju szachów szybkich i gry na ślepo w Monte Carlo: pierwsze miejsce w 2002, drugie w 2003 i pierwsze (wspólnie z Władimirem Kramnikiem) w 2004. W 2003 podzielił z Piotrem Swidlerem pierwsze miejsce w mistrzostwach Rosji, ustępując Swidlerowi punktacją pomocniczą. Pod koniec 2006 zwyciężył w silnie obsadzonym turnieju w Pampelunie (m.in. przed Dmitrijem Jakowienką i Aleksiejem Szyrowem). W 2007 podzielił II-III miejsce (wraz z Magnusem Carlsenem) w turnieju elity w Morelii i Linares, wystąpił w stolicy Meksyku w turnieju o mistrzostwo świata, zajmując VI lokatę, natomiast pod koniec roku zdobył drugi w karierze tytuł indywidualnego mistrza Rosji. W 2008 zwyciężył w tradycyjnym turnieju Bosna w Sarajewie, natomiast w 2011 w silnie obsadzonym turnieju w Saratowie. W 2014 samodzielnie zwyciężył w turnieju im. Anatolija Karpowa w miejscowości Pojkowskij.
Wielokrotny reprezentant Rosji w turniejach drużynowych, m.in.:
- siedmiokrotnie na olimpiadach szachowych (w latach 1994, 1998, 2000, 2002, 2004, 2006, 2008); dziewięciokrotny medalista: wspólnie z drużyną – trzykrotnie złoty (1998, 2000, 2002), srebrny (2004) i brązowy (1994) oraz indywidualnie – złoty (2000 – za wynik rankingowy), srebrny (1998 – na IV szachownicy) i dwukrotnie brązowy (1998 – za wynik rankingowy, 2000 – na II szachownicy)[8],
- dwukrotnie na drużynowych mistrzostwach świata (w latach 2005, 2010); trzykrotny medalista: wspólnie z drużyną – dwukrotnie złoty (2005, 20100 oraz indywidualnie – złoty (2005 – na IV szachownicy)[9],
- pięciokrotnie na drużynowych mistrzostwach Europy (w latach 2003, 2007, 2009, 2011, 2013); dziewięciokrotny medalista: wspólnie z drużyną – dwukrotnie złoty (2003, 2007), srebrny (2009) i brązowy (2013) oraz indywidualnie – trzykrotnie złoty (2007 – na II szachownicy, 2009 – na II szachownicy, 2011 i na IV szachownicy), srebrny (2007 – za wynik rankingowy) i brązowy (2003 – na IV szachownicy)[10].

Najwyższy ranking w dotychczasowej karierze osiągnął 1 lipca 2008, z wynikiem 2788 punktów zajmował wówczas drugie miejsce na światowej liście FIDE.